# Nur jedem das Seine, BWV 163

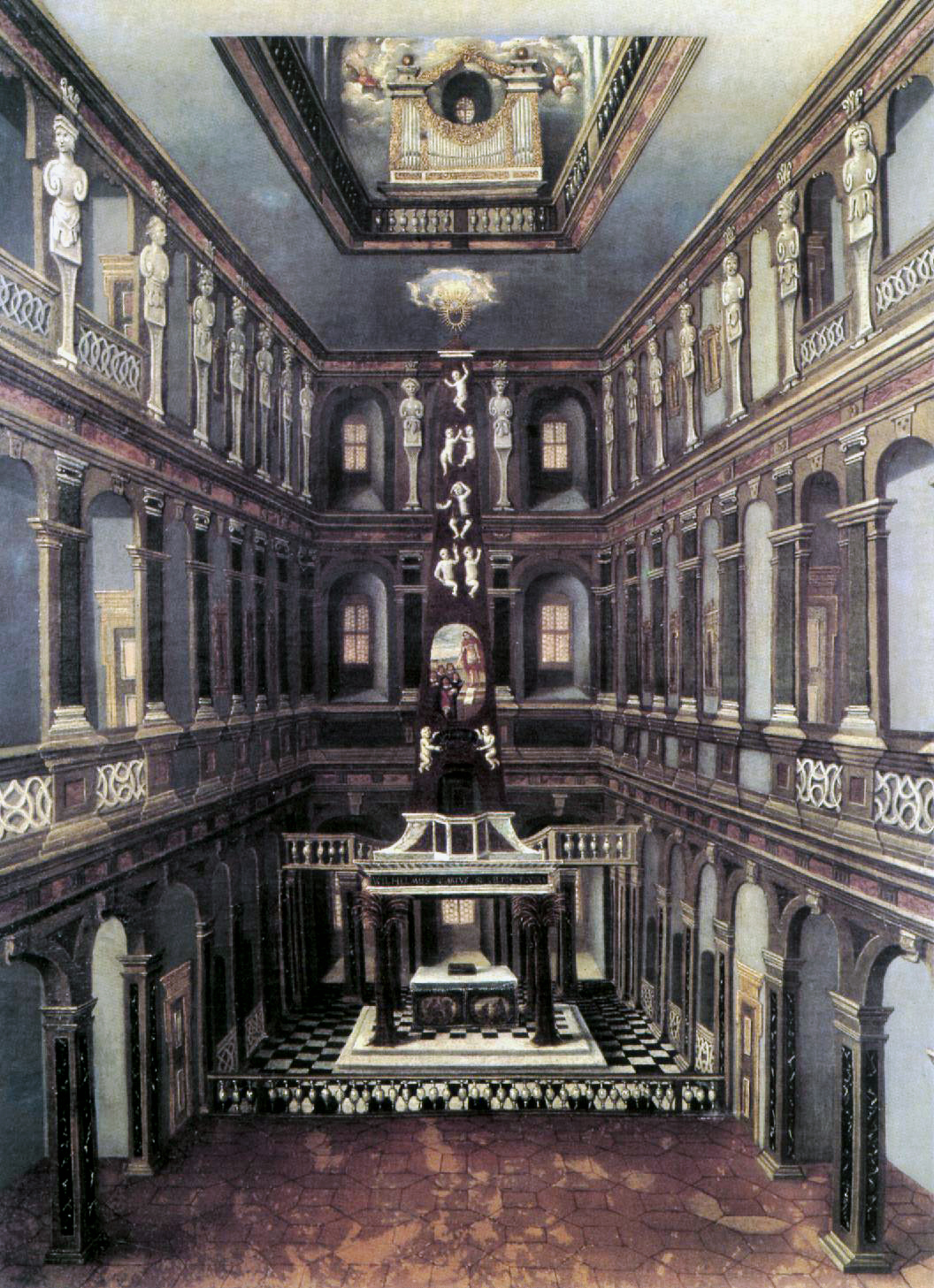
Schlosskirche en Weimar.

Nur jedem das Seine, BWV 163 (en español, A cada uno lo suyo) es una cantata de iglesia compuesta por Johann Sebastian Bach en Weimar para el vigesimotercer domingo después de Trinidad y la interpretó por primera vez el 24 de noviembre de 1715.
Esta obra fue parte de la secuencia de cantatas de iglesia mensuales que Bach compuso para la corte de Weimar, que comenzó en 1714. Fue la primera pieza realizada después de un período de duelo de varios meses por la muerte del príncipe Juan Ernesto de Sajonia-Weimar. El texto, escrito por el poeta de la corte Salomo Franck, se basa en la lectura del evangelio prescrita para el domingo «Tributo al César» e incluye varias alusiones al dinero y al oro. La cantata tiene seis movimientos, comienza con un aria para tenor, le siguen dos pares de recitativos y arias, uno para bajo y el otro para dúo de soprano y alto, y una coral final. Al igual que otras cantatas con textos de Franck, la obra tiene partitura para un pequeño conjunto de cámara barroca de dos violines, viola, dos violonchelos y bajo continuo. Bach compuso una única aria con una textura oscura de una voz grave y dos violonchelos obbligato. Se describe al dueto como un dúo de amor y se compara con los dúos de ópera. La música de la coral de cierre se perdió, excepto la parte del bajo continuo. No está claro si para una melodía que aparece como un cantus firmus en el quinto movimiento Bach estableció la estancia impresa en el libreto de «Wo soll ich fliehen hin» de Johann Heermann o en su lugar «Meinen Jesum laß ich nicht» de Christian Keymann.

## Historia y texto

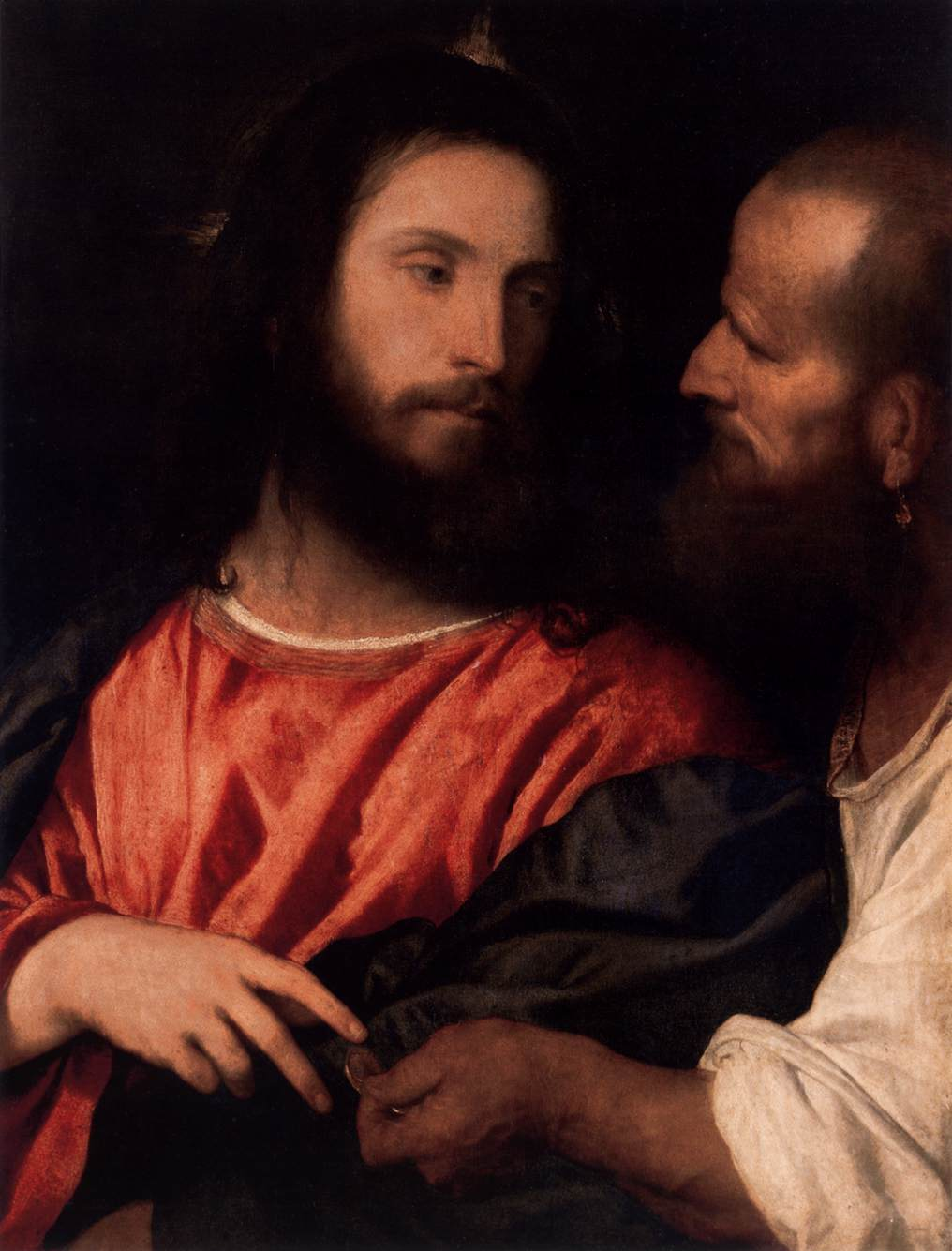
Parte del texto de la cantata se basa en el «Tributo al César», del Evangelio de Mateo. Tributo al César, de Tiziano, ca. 1516.

El 2 de marzo de 1714, a Bach lo nombraron Konzertmeister de la orquesta de la corte de Weimar de los duques correinantes Guillermo Ernesto y Ernesto Augusto I de Sajonia-Weimar-Eisenach. Como concertista, asumió la responsabilidad principal de componer nuevas obras, específicamente cantatas para la Schlosskirche (iglesia del palacio), con carácter mensual. Compuso la cantata en 1715 para el vigesimotercer domingo después de Trinidad. Las lecturas prescritas para el domingo fueron de la Epístola a los filipenses, «nuestra conversación está en el cielo» (Filipenses 3:17-21), y del Evangelio de Mateo, la pregunta sobre el pago de impuestos, respondida «Tributo al César» (Mateo 22:15-22). El libretista fue Salomo Franck, el poeta de la corte en Weimar. Comenzó con una paráfrasis de la famosa respuesta «Tributo al César» del Evangelio e incluyó varias alusiones al dinero y al oro (también era el numismático de la corte de Weimar). Franck incluyó una estancia de un himno de Johann Heermann como el sexto y último movimiento de esta cantata, según el libreto impreso, la estancia final de «Wo soll ich fliehen hin» de 1630. La música de esa coral se perdió y sólo la parte del bajo continuo ha sobrevivido. Una investigación realizada en 1999 descubrió que Bach posiblemente eligió establecer una estancia de «Meinen Jesum lass ich nicht» de Heermann, en una melodía que utilizó instrumentalmente en el quinto movimiento, que coincidiría con la parte del continuo.
Bach dirigió la primera actuación el 24 de noviembre de 1715. Fue la primera cantata interpretada después de un período de luto por el príncipe Juan Ernesto de Sajonia-Weimar de agosto a noviembre. No existe ningún registro de una actuación posterior en Leipzig, pero el experto en Bach Christoph Wolff escribe: «Parece seguro asumir que fue [revivida]».

## Partitura y estructura
La cantata está estructurada en seis  movimientos, que comienzan con un aria para tenor (T), seguida de dos pares de recitativo y aria, uno para bajo (B), el otro para dúo de soprano (S) y alto (A), y una coral final cuando las cuatro partes se unen. Al igual que otras cantatas con texto de Franck, tiene partitura para un pequeño conjunto de cámara barroca de dos violines (Vl), viola (Va), dos violonchelos (Vc) y bajo continuo (Bc).
En la siguiente tabla de movimientos, la partitura, las tonalidades y tiempos se toman de Alfred Dürr, utilizando el símbolo  para el compás de tiempo común (4/4). No se muestra el bajo continuo, ya que toca durante toda la obra.
| N.º | Título                                    | Texto    | Tipo             | Vocal | Instrumentos | Tonalidad | Tiempo            |
| --- | ----------------------------------------- | -------- | ---------------- | ----- | ------------ | --------- | ----------------- |
| 1   | Nur jedem das Seine                       | Franck   | Aria             | T     | Vl VA Vc     | si menor  | cuatro por cuatro |
| 2   | Du bist, mein Gott, der Geber aller Gaben | Franck   | Recitativo       | B     |              |           | cuatro por cuatro |
| 3   | Lass mein Herz die Münze sein             | Franck   | Aria             | B     | 2Vc          | mi menor  | cuatro por cuatro |
| 4   | Ich wollte dir                            | Franck   | Dueto recitativo | S A   |              |           | cuatro por cuatro |
| 5   | Nimm mich mir und gib mich dir            | Franck   | Dueto aria       | S A   | 2Vl Va       | re mayor  | 3 4               |
| 6   | Führ auch mein Herz und Sinn              | Heermann | Coral            | SATB  |              | re menor  | cuatro por cuatro |

## Música

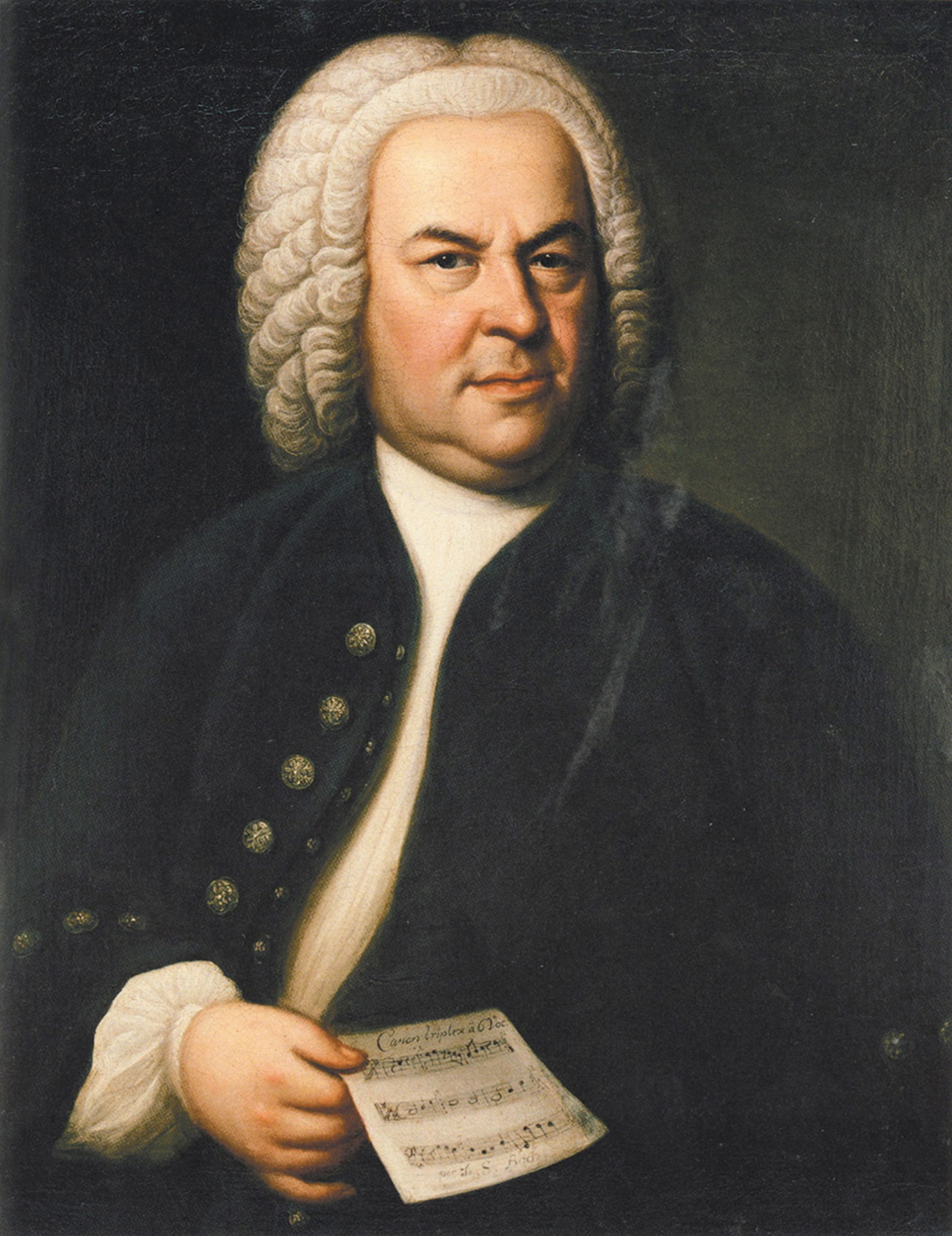
Johann Sebastian Bach, compositor de la cantata.

La apertura da capo del aria para tenor se basa en una paráfrasis de «Tributo al César»: «Nur jedem das Seine». El aria presenta un ritornello inusual en el que las cuerdas asumen un motivo introducido por el continuo, que luego se repite varias veces en todas las partes. El movimiento es un aria da capo que enfatiza el dualismo y la deuda. El director de orquesta Craig Smith comenta que es «casi académico en su insistencia métrica».
El segundo movimiento es un recitativo secco de bajo, «Du bist, mein Gott, der Geber aller Gaben» («Tú eres, Dios mío, el Dador de todos los regalos»). Se ha descrito como «operístico en su intensidad y sutiles ajustes de carácter». El recitativo es notable por su conclusión «agresiva, incluso beligerante».
La siguiente aria de bajo, «Laß mein Herz die Münze sein» («Deja que mi corazón sea la moneda»), tiene un acompañamiento inusual y único de dos violonchelos obbligato con continuo. Los violonchelos presentan un motivo imitativo para introducir el bajo. John Eliot Gardiner, quien dirigió la Bach Cantata Pilgrimage en 2000, comenta que Bach «evoca una imagen irresistible de dos pulidores de monedas en el trabajo, una especie de hechicero del siglo XVIII que incita a su aprendiz», observando que «dos violonchelos pulen en movimiento contrario con saltos de intervalos amplios». Bach estaba interesado en monedas y metales preciosos. Craig Smith compara la textura oscura con el «descenso a la tierra en El oro del Rin de Wagner». El aria está en tres secciones temáticas: «ordenando», «retórica melodramáticamente» e «imprecatorio».
El cuarto movimiento es un recital de dúo soprano y alto, «Ich wollte dir, o Gott, das Herze gerne geben» («Con mucho gusto, Dios, te doy mi corazón»). Es rítmicamente métrico y presenta cinco secciones basadas en estado de ánimo y texto. El recitativo es «alto y ligero pero muy complicado en su gran cantidad de detalles».
El aria dúo, «Nimm mich mir und gib mich dir!» («¡Quítame de mí y dame a Ti!»), nuevamente para soprano y alto, está en tiempo ternario. La melodía del himno de Johann Heermann «Meinen Jesum lass ich nicht» («No dejaré ir a mi Jesús») se entrelaza en la textura como un cantus firmus de las cuerdas superiores al unísono. El movimiento es un «dueto de amor» caracterizado por «declaraciones antifonales de compromiso» con Dios en lugar de un deseo carnal. El musicólogo Julian Mincham compara su presentación a La coronación de Popea de Claudio Monteverdi. El movimiento comienza con una partitura escasa y adquiere una textura más rica a medida que avanza, agregando la melodía de la coral.
El movimiento final, posiblemente «Führ auch mein Herz und Sinn» («También dirijo mi corazón y mi mente»), es una configuración coral de cuatro partes, marcada «Coral en estilo de semplice». Sin embargo, sólo se conserva la línea de continuo. Mientras que el libreto muestra que se usó una estancia de «Wo soll ich fliehen hin» de Heermann, cantada con una melodía por Christian Friedrich Witt, el experto en Bach Andreas Glöckner descubrió que la parte del continuo coincide con la melodía del movimiento anterior, que apareció en un himnario publicado por Witt.

## Grabaciones
- Amsterdam Baroque Orchestra & Choir, Ton Koopman. J. S. Bach: Complete Cantatas Vol. 3. Erato, 1995.
- Bach Collegium Japan, Masaaki Suzuki. J. S. Bach: Cantatas Vol. 4. BIS, 1996.
- Gächinger Kantorei / Bach-Collegium Stuttgart, Helmuth Rilling. Die Bach Kantate. Hänssler, 1977.
- Holland Boys Choir / Netherlands Bach Collegium, Pieter Jan Leusink. Bach Edition Vol. 11. Brilliant Classics, 1999.
- Monteverdi Choir / English Baroque Soloists, John Eliot Gardiner. Bach Cantatas Vol. 12. Soli Deo Gloria, 2000.